# Riberalta (gemeente)
Riberalta is een gemeente (municipio) in de Boliviaanse provincie Vaca Díez in het departement Beni. De gemeente telt naar schatting 99.070 inwoners (2018). De hoofdplaats is Riberalta.